# المعهد العالي للتصرف ببنزرت
المعهد العالي للتصرف ببنزرت (بالفرنسية:Institut Supérieur de Gestin de Bizerte يعرف أكثر باختصار ISG Bizerte) سابقا المعهد العالي للتجارة والمحاسبة ببنزرت هو معهد تعليم عالي عمومي يقع في مدينة بنزرت ويتبع إدارياً جامعة قرطاج.

## روابط خارجية
الموقع الرسمي للمعهد http://www.isgbz.rnu.tn/